# Jamie Stinson

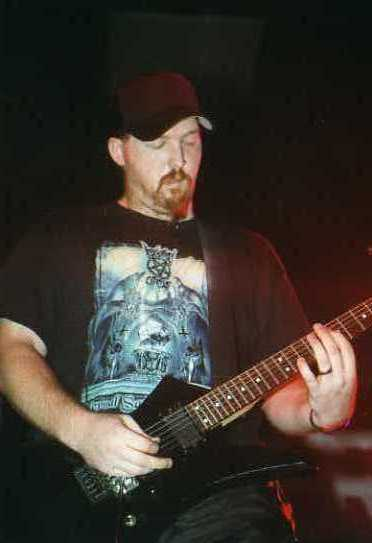
Jamie „Astennu“ Stinson

Jamie „Astennu“ Stinson ist ein australischer Gitarrist und Komponist.

## Leben und Schaffen
Er war ab 1994 zunächst in der australischen Black-Metal-Band Lord Kaos aktiv, mit der er ein Album aufnahm, das 1997 veröffentlicht wurde. Danach ging er nach Norwegen. Dort war er 1997 Session-Gitarrist für Nocturnal Breeds Debütalbum Aggressor und rief sein Projekt Carpe Tenebrum ins Leben, an dem auch Stian „Nagash“ Arnesen beteiligt war. In der Folge wurde er vorübergehend Mitglied von Dimmu Borgir und Covenant. Um 2000 ging Stinson zurück nach Australien, wo er seither als Musiker und Musikproduzent aktiv ist.

## Diskografie
mit Lord Kaos
- 1997: Thorns of Impurity

mit Nocturnal Breed
- 1997: Aggressor
- 1998: Triumph of the Blasphemer (EP)

mit Carpe Tenebrum
- 1997: Majestic Nothingness
- 1999: Mirrored Hate Painting
- 2002: Dreaded Chaotic Reign

mit Dimmu Borgir
- 1998: Godless Savage Garden (EP)
- 1999: Spiritual Black Dimensions

mit Covenant
- 1998: Nexus Polaris

als Tontechniker und Produzent
- 2003: Chalice • Augmented
- 2004: Dissension • Architect of Modern Lies (EP)